# Замок Вимперк
Замок Вимперк (чеш. Zámek Vimperk) — неоренессансный замок в городе Вимперк, район Прахатице Южночешского края, основанный в XIII веке. Замок расположен на скалистом холме над местом впадения Кршесановского ручья в Волиньку. В 2010 году объявлен национальным памятником культуры Чешской Республики.

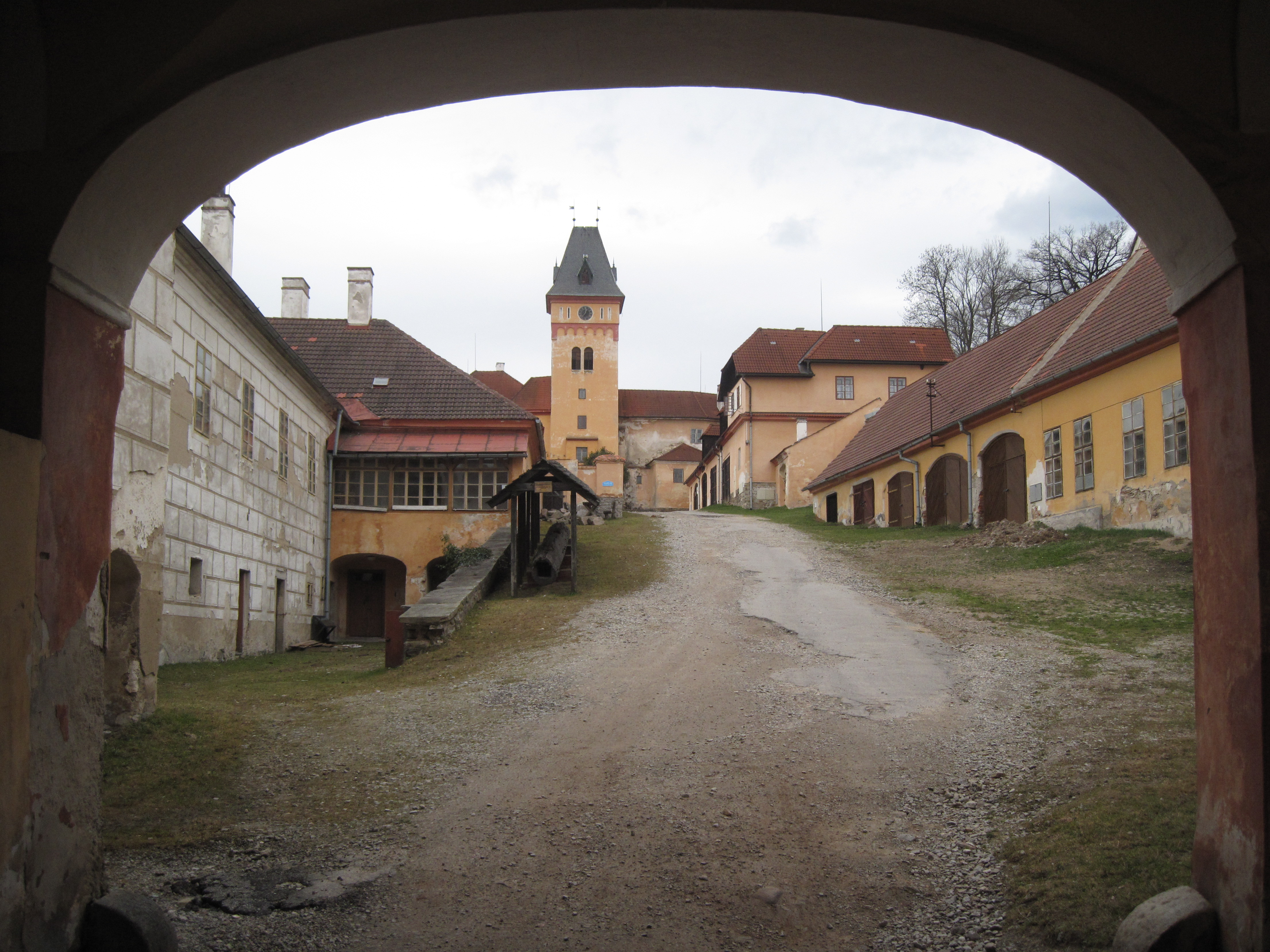
Замковый двор.

## Описание замка
Первые ворота ведут в большой замковый двор с хозяйственными постройками XVII века и двумя фонтанами. В сам замок ведут вторые ворота, над которыми высечена дата «1622». В замке, кроме прочего, располагается капелла Святого Иосифа. На вершине скалистого мыса возвышается 13-метровая Влчкова башня, возведённая во 2-й половине XIII века. С северной стороны замка находится крепостное укрепление Гасельбург, окружённое крепостной стеной. Справа от ворот располагается приземистая округлая башня диаметром 14 метров.

## История замка
Замок был основан незадолго до 1263 года звиковским бургграфом Пуркартом из Яновиц (в 1264 году он впервые упомянут под именем Пуркарт из Вимперка). В начале XIV века замок по неизвестной причине перешёл во владение звиковского бургграфа Бавора III из Стракониц, однако вскоре вернулся к роду панов из Яновиц.
В 1375 году замок был отдан в залог богатому пражанину Яну Ротлеву. В конце XIV века король Вацлав IV передал вимперское панство с замком как феод роду Каплирж из Сулевиц. Новые держатели перестроили и расширили замок. Согласно завещанию Петра Каплиржа из Склевиц в 1494 году, замок перешёл по наследству Зденеку из Маловиц и Хинова. В 1547 году замок был конфискован у его сына Петра за участие в восстании против императора.
В 1553 году замок купил Яхим из Градце, но через год перепродал его в два раза дороже Вилему из Рожмберка. Вилем перестроил замок из мрачной средневековой крепости в ренессансную резиденцию. В 60-х годах XVI века Вилем передал вимперкское панство под управление своего брата Петра Вока из Рожмберка, который и поселился в замке.
В 1601 году Петр Вок из Рожмберка продал замок Вимперк Вольфу Новоградскому из Коловрат. Во время восстания чешских сословий замок был существенно повреждён Мансфельдом, из-за чего сын Вольфа Яхим вынужден был провести в 1622—1624 годах капитальный ремонт. Оказавшись в сложном финансовом положении, Яхим в 1630 году продал замок Вимперк Гансу Ульриху фон Эггенбергу за 60 000 гульденов. В 1698 году замок перешёл по наследству к княжескому роду Шварценбергов.
20 июля 1857 года в результате удара молнии в замке случился сильный пожар, в результате которого выгорели замковый театр, капелла и второй этаж замка. После ремонта и реконструкции замок приобрёл свой нынешний вид. Глубокская ветвь Шварценбергов владела замком вплоть до 1948 года, когда его национализировало правительство Чехословакии. При коммунистическом режиме замок был передан Южночешскому управлению государственных лесов, а после Бархатной революции перешёл под управление администрации Национального парка Шумава. В настоящее время часть помещений замка занимает Вимперкский музей.